# Häggvik, Kramfors kommun
Häggvik uttal (fil) är en by i Nordingrå socken i Kramfors kommun. Fram till 1995 klassades orten som en småort. Från 2015 avgränsar SCB här åter en småort. Vid avgränsningen 2020 var antalet bofasta under 50 och småorten avregistrerades, men 2023 klassades den åter som småort.
Konstnären Anders Åberg var verksam här och har byggt upp ett friluftsmuseum vid namn Mannaminne.